# Elena Ionescu
Elena Ionescu est une chanteuse roumaine. Après le départ de la chanteuse Elena Gheorghe du groupe Mandinga en 2005, elle devient la chanteuse attitrée du groupe depuis 2006.

## Biographie
Elena a étudié au collège national de Caracal Ionita Azan (dans le județ d'Olt). Elle poursuit actuellement ses études artistiques avec des professeurs de chant et de danse à Bucarest. Elle est connue en Roumanie pour avoir participé à plusieurs émissions télévisées. En 2006, Elle intègre le groupe Mandinga après le départ de la chanteuse Elena Gheorghe.

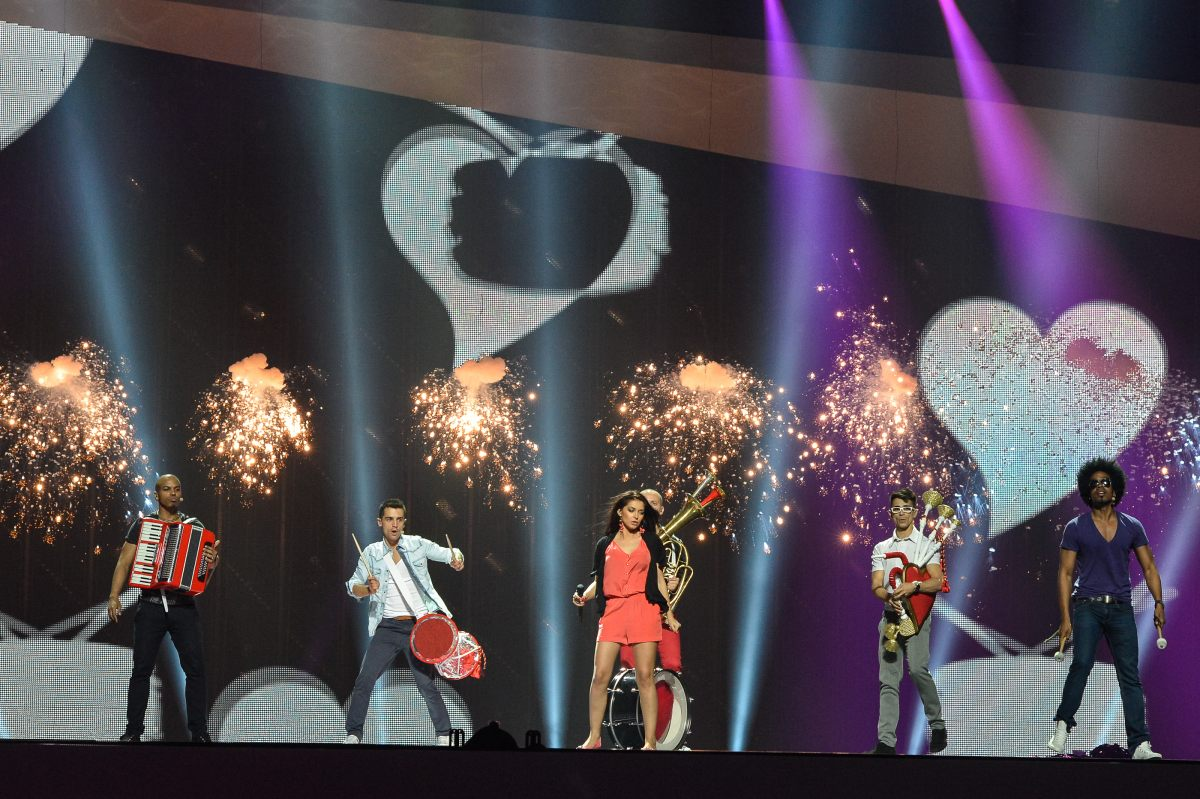
Mandinga lors des répétitions de l'Eurovision 2012

## Eurovision 2012
Le 10 mars 2012, Mandinga est choisi pour représenter la Roumanie au Concours Eurovision de la chanson 2012 en Azerbaïdjan avec la chanson Zaleilah. Le groupe se classe 3e sur 18 et se qualifie pour la finale, où il termine à la 12ème place.